# Alboglossiphonia heteroclita
Alboglossiphonia heteroclita (лат.) — вид плоских пиявок (Glossiphoniidae).

## Описание
Общая длина Alboglossiphonia heteroclita составляет 7—8 (реже до 13) мм, ширина 3—5 мм. Тело листообразное, уплощённое в спинно-брюшном направлении. Края тела с мелкими зазубринами. Поверхность тела без заметных сосочков, имеются мелкие кожные образования.
Окраска светлая, желтоватая, кремовая или бежевая вплоть до коричневатой, на спинной стороне расположены пучки чёрного пигмента, беспорядочные (разновидность Alboglossiphonia heteroclita f. papillosa) или сгруппированные в две продольные линии (разновидность Alboglossiphonia heteroclita f. striata), реже отсутствуют, тогда на спинной стороне виден рисунок из тонких жёлтых полос (разновидность Alboglossiphonia heteroclita f. hyalina). 
Тело сегментированное, первые два сегмента (I и II) сливаются с головной лопастью и образованы тремя кольцами, сегмент III состоит из двух колец, сегменты IV—XXIII — из трёх, XXIV—XXVII — из четырёх колец. Суммарно количество колец равно 69, это число может несущественно варьировать.
На переднем конце тела имеется три пары глаз, расположенные на 6, 7 и 8 кольцах соответственно (сегмент IV), передняя пара глаз сильно сближена, что дало название виду (hetero — разный, clitum — поясок).
Имеется мускулистый хобот. Желудок с шестью парами карманов (отростков), задние карманы ветвятся.
Гермафродиты. Имеются семенной и яйцевой мешки. Половое отверстие (гонопора) общее, открывается между первым и вторым кольцами XI сегмента.
Размножение на протяжении всего тёплого времени года, с апреля до октября. Яйца зеленоватые, 10—42 в коконе (в среднем около 20). После откладывания коконы прикрепляются к брюшной стороне тела с помощью секрета, выделяемого железой на переднем конце тела; при прикосновении пиявка сворачивается таким образом, что защищает кокон.

## Образ жизни
Обитает в пресных, преимущественно стоячих водоёмах, реже в медленно текущих реках. Встречается преимущественно на нижней стороне водной растительности. Встречается как в чистых, так и умеренно загрязнённых водоёмах. Относится к эвритермным видам.
Питается преимущественно водными брюхоногими моллюсками, высасывая из них соки. Также показано питание на олигохетах и личинках насекомых, в особенности в загрязнённых водах, где брюхоногие не встречаются.

## Распространение
Относится к голарктическим видам, населяет Евразию и Северную Америку, кроме северных широт, а также Дальнего Востока, где ей составляет конкуренцию близкий вид Alboglossiphonia weberi.

## Таксономия
На основании морфологических и зоогеографических соображений, сближается с такими видами, как Alboglossiphonia disuqi, Alboglossiphonia hyalina, Alboglossiphonia kashiensis, Alboglossiphonia lata, Alboglossiphonia masoni, Alboglossiphonia  pahariensis, Alboglossiphonia striata, Alboglossiphonia tasmaniensis и Alboglossiphonia weberi. В частности, для них характерна общая гонопора и голарктическое распространение. Родство Alboglossiphonia weberi и Alboglossiphonia heteroclita подтверждается молекулярными данными.
Традиционно рассматривается три формы: Alboglossiphonia heteroclita f. hyalina, Alboglossiphonia heteroclita f. papillosa и Alboglossiphonia heteroclita f. striata. Согласно некоторым исследованиям, к Alboglossiphonia heteroclita следует относить лишь Alboglossiphonia heteroclita f. papillosa, в то время как две других формы признаются в ранге самостоятельных видов. Другие данные показывают, что ни монофилия форм hyalina и papillosa, ни предлагавшееся ранее выделение Alboglossiphonia heteroclita f. hyalina в отдельный вид не подтверждаются молекулярными данными.